# Apyrrothrix araxes
Espèce
Apyrrothrix araxes est une espèce de lépidoptères de la famille des Hesperiidae, de la sous-famille des Pyrginae et de la tribu des Pyrrhopygini.

## Dénomination
Apyrrothrix araxes a été nommé par William Chapman Hewitson en 1867 sous le nom initial d' Erycides araxes.
Synonyme : Pyrrhopyga cyrill Plötz, 1879.

### Nom vernaculaire
Apyrrothrix araxes se nomme Dull Firetip ou Araxes Skipper en anglais et Apyrrothrix araxes arizonae  'Arizona' Araxes Skipper,.

## Description
Apyrrothrix araxes est un papillon au corps trapu marron d'une envergure de 45 mm à 57 mm . 
Les ailes sont sur le dessus de couleur marron avec une frange blanche et de petites taches blanches aux ailes antérieures.
Le revers est semblable, marron avec une partie plus claire, plus orangée vers la base.

## Biologie
Apyrrothrix araxes vole en plusieurs générations entre juin et novembre.

### Plantes hôtes
Les plantes hôtes de sa chenille sont des Quercus, Quercus arizonica, Quercus emoryi et Quercus oblongifolia.

## Écologie et distribution
Apyrrothrix araxes est présent au Mexique et aux USA dans le sud de l'Arizona et du Nouveau-Mexique et le sud-est du Texas,.

### Biotope
Apyrrothrix araxes réside en bords de routes, lisières et allées des forêts.

### Protection
Pas de statut de protection particulier.